# Albert Maag (Historiker)
Albert Maag (* 13. Juli 1862 in Bern; † 10. April 1929 in Basel) war ein Schweizer Historiker, Militärschriftsteller und Pädagoge.

## Leben
Albert Maag war der Sohn des Schusters Salomon Maag aus Bachenbülach und von dessen Ehefrau Katherina Elisabeth Blum aus Bretten in Baden. Er erhielt seine Schulbildung in Bern und studierte Geschichte und klassische Sprachen an der Universität Bern. Dort promovierte er 1885. Anschliessend ging er als Lehrer an das Progymnasium und Gymnasium nach Biel, wo er bis 1928 blieb.
In Biel versuchte er, das Interesse an der Lokalgeschichte zu wecken. Im Jahr 1888 gründete er den Historischen Verein Biel, der aber 1914 aufgelöst wurde. Er war dort von 1888 bis 1906 zunächst Vizepräsident und Sekretär, dann von 1908 bis 1911 Redaktor des Bieler Neujahrsblattes. Ausserdem war er Mitglied im Verein Pro Petinesca (1898 gegründet), der sich der Erforschung der römischen Geschichte widmete.
Maag war Autor zahlreicher lokalhistorischer Aufsätze, aber hauptsächlich widmete er sich der Geschichte der Schweizertruppen in französischen und neapolitanischen Diensten und gab Tagebücher von schweizerischen Heerführern unter Napoleon heraus.
Maag heiratete 1889 Flora Clara Olga Stebler aus Seedorf.

## Werke
- 1889: Schicksal Schweizer Regimenter in Napoleons I. Feldzug nach Russland 1812. Digitalisat.
- 1891: Die ersten Buchdrucker in der Stadt Biel. Band 40, S. 55 ff.
- 1892: Geschichte der Schweizertruppen im Kriege Napoleons I in Spanien und Portugual (1807–1814). Digitalisat.
- 1893: Erinnerungen des Obersten Johannes Landolt von Zürich aus den Jahren 1807 bis 1815. Digitalisat.
- 1894: Geschichte der Schweizertruppen in französischen Diensten vom Rückzug aus Russland bis zum zweiten Pariser Frieden (1813–1815). Digitalisat.
- 1895: Erinnerungen des Herrn Oberst Bernhard Isler von Wohlen i. A. weiland Lieutenant in napoleonischen Diensten. Digitalisat.
- 1901: Die Strassenkämpfe des 2. Schweizerregiments Brunner, Freiburger & Solothurner, während der Mairevolution in Neapel 1848.
- 1901: Erlebnisse eines Schweizerregiments in Neapel während & nach der Revolution vom 15. Mai 1848.
- 1903: Die Fahnenmeuterei der Schweizersoldaten 8. Juli 1859.
- 1903: Die Schweizerregimenter in Feldzuge nach Catania April 1849.
- 1903: Grossrichter Kasthofer von Bern und die Fahnenmeuterei in Neapel (1859).
- 1904: Die Schweizerregimenter und die Choleraepidemien 1835–1837 & 1854–1855.
- 1905: Das Bundesstrafgesetz vom 30. Juli 1859 und die Heimkehr der «Neapolitaner» 1860–1861.
- 1906: Garibaldi und das neapolitanische Fremdenbataillon von Mechel auf Sizilien 1860.
- 1907: Die Garibaldianer und der Rückzug der neapolitanischen Fremdenbrigade von Mechel nach Gaeta 1860.
- 1909: Geschichte der Schweizertruppen in neapolitanischen Diensten, 1825–1861.
- 1915: Die Entwicklung und Organisation der schweizerischen Effektenbörsen.
- Georg Friedrich Heilmann als Gesandter der Stadt Biel am Wiener Congress, 1814–1815. In: Berner Taschenbuch, Band 41 (1892), S. 31 ff.
- Geschichte der Schweizertruppen. Digitalisat.